# Danielle Lins

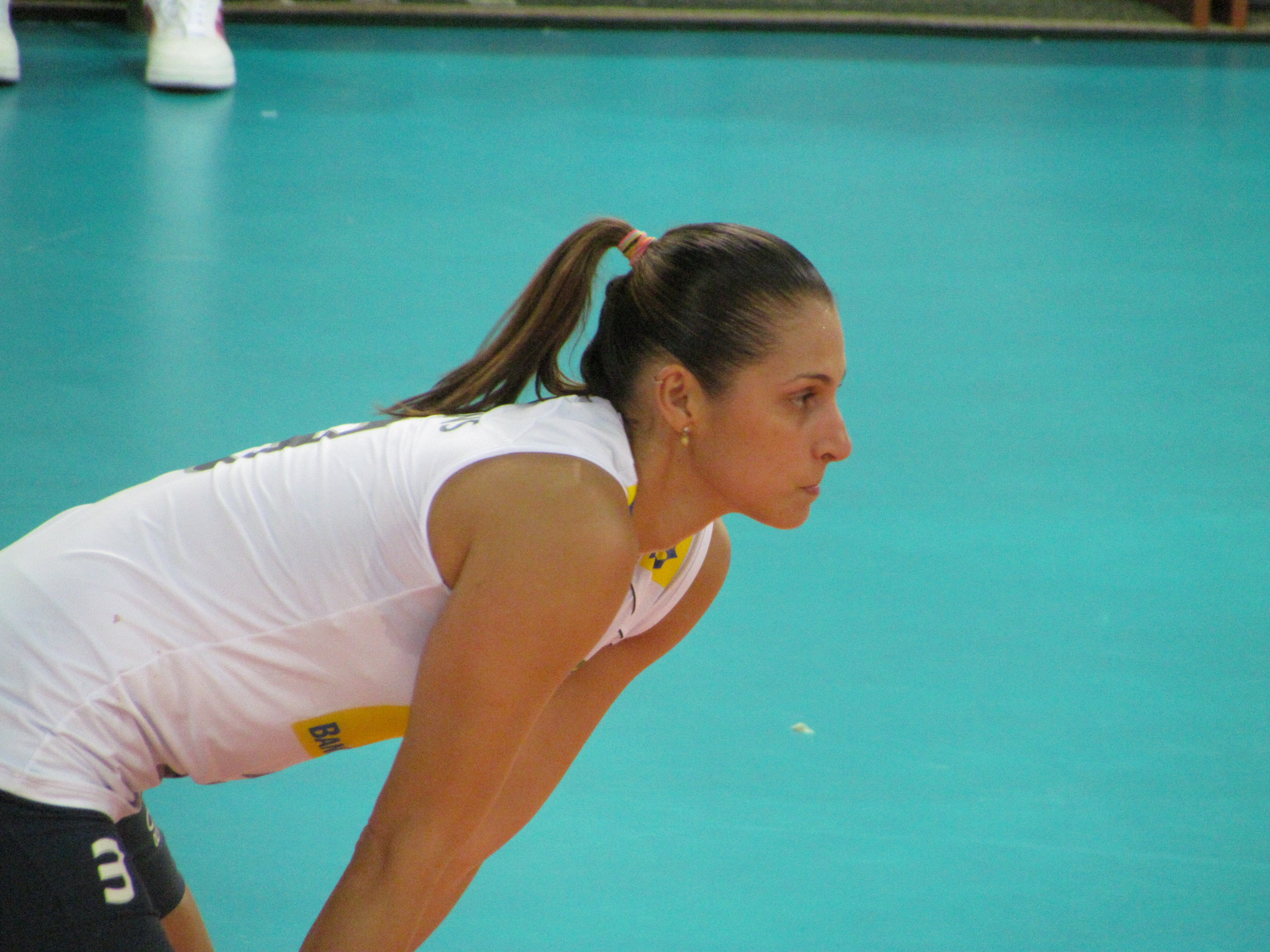
Danielle Lins reprezentantką Brazylii w 2011 roku

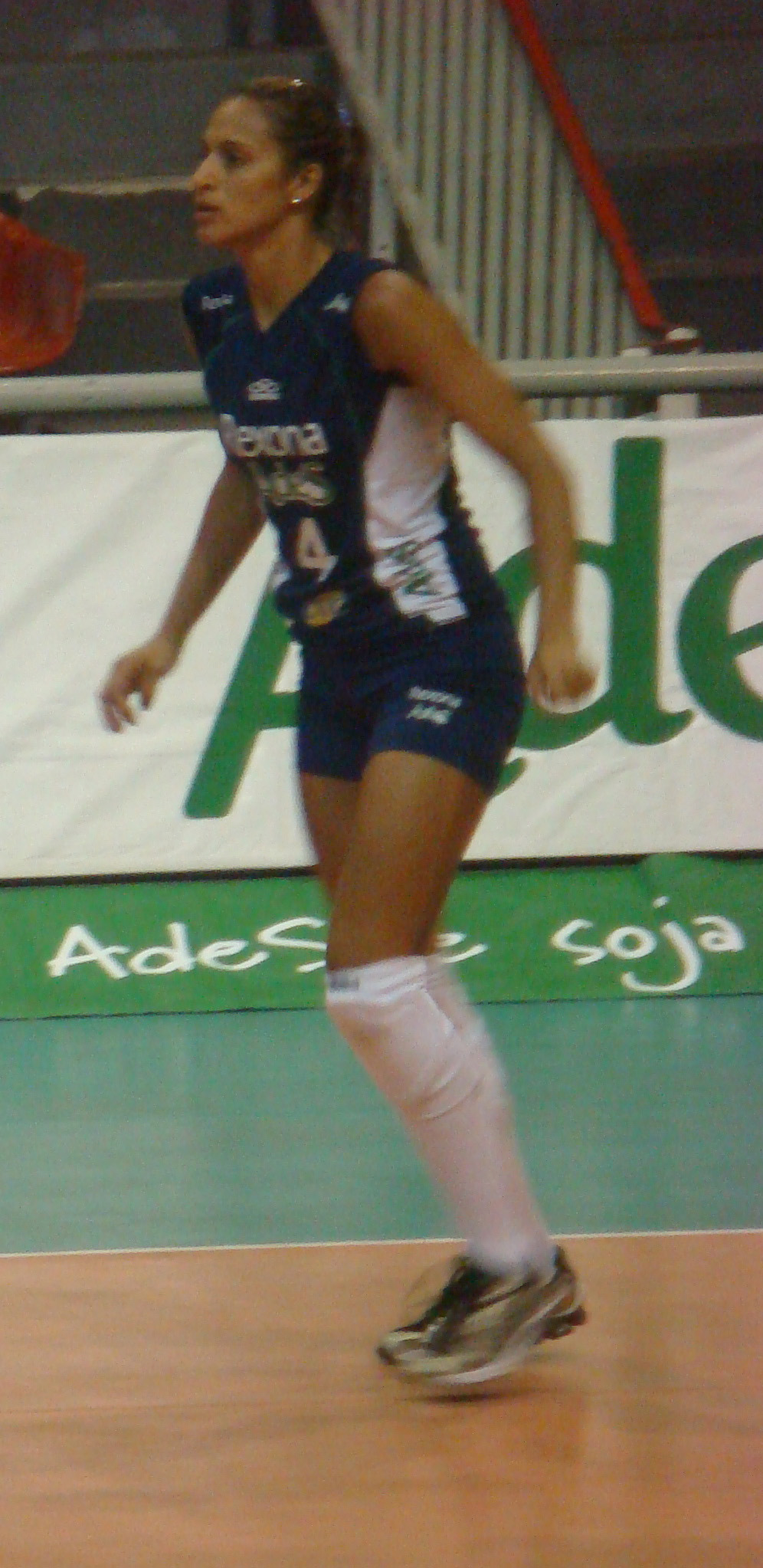
Danielle Lins zawodniczką Rexona/Ades Rio de Janeiro

Dani Lins, właściwie Danielle Rodrigues Lins  (ur. 5 stycznia 1985 w Recife) – brazylijska siatkarka, reprezentantka kraju, grająca na pozycji rozgrywającej.

## Życie prywatne
Obecnie jest związana z brazylijskim siatkarzem Sidão.

## Sukcesy klubowe
| Osiągnięcie                             | Trofeum               | Rok                                                                              |
| Puchar Brazylii                         | złoto                 | 2003, 2007, 2022                                                                 |
| Mistrzostwo Brazylii                    | złoto · srebro · brąz | 2003, 2004, 2005, 2006, 2007, 2008, 2009, 2011, 2015 2010, 2014, 2017, 2025 2022 |
| Klubowe Mistrzostwa Świata              | brąz                  | 2014                                                                             |
| Klubowe Mistrzostwa Ameryki Południowej | srebro · brąz         | 2015 2022, 2023, 2024                                                            |
| Superpuchar Brazylii                    | złoto                 | 2022                                                                             |

## Sukcesy reprezentacyjne
| Osiągnięcie                     | Trofeum               | Rok                                          |
| Mistrzostwa Świata Kadetek      | srebro                | 2001                                         |
| Mistrzostwa Świata Juniorek     | złoto                 | 2003                                         |
| Volley Masters Montreux         | złoto                 | 2005, 2006, 2009, 2013                       |
| Puchar Panamerykański           | złoto · srebro        | 2009, 2011 2008                              |
| Grand Prix                      | złoto · srebro · brąz | 2009, 2013, 2014, 2016 2010, 2011, 2012 2015 |
| Mistrzostwa Ameryki Południowej | złoto                 | 2009, 2011, 2013, 2015                       |
| Puchar Wielkich Mistrzyń        | srebro                | 2009                                         |
| Mistrzostwa Świata              | srebro · brąz         | 2010 2014                                    |
| Igrzyska Panamerykańskie        | złoto                 | 2011                                         |
| Igrzyska Olimpijskie            | złoto                 | 2012                                         |
| Liga Narodów                    | srebro                | 2021                                         |

## Nagrody indywidualne
- 2007: Najlepsza rozgrywająca brazylijskiej Superligi
- 2008: Najlepsza rozgrywająca brazylijskiej Superligi
- 2009: Najlepsza rozgrywająca Mistrzostw Ameryki Południowej
- 2011: Najlepsza rozgrywająca brazylijskiej Superligi
- 2011: Najlepsza rozgrywająca Igrzysk Panamerykańskich
- 2011: Najlepsza rozgrywająca Grand Prix
- 2013: Najlepsza rozgrywająca turnieju Volley Masters Montreux
- 2014: Najlepsza rozgrywająca Grand Prix
- 2022: MVP Superpucharu Brazylii
- 2023: Najlepsza rozgrywająca Klubowych Mistrzostw Ameryki Południowej[9]
- 2024: Najlepsza rozgrywająca Klubowych Mistrzostw Ameryki Południowej[10]